# Balta (okręg Mehedinți)
Balta – wieś w Rumunii, w okręgu Mehedinți, w gminie Balta. W 2011 roku liczyła 323 mieszkańców.